# 望月卓也
望月 卓也（もちづき たくや、1956年5月8日 - ）は、広島県豊田郡東野町（現：同郡大崎上島町）出身の元プロ野球選手（投手）。

## 来歴・人物
竹原高校では3年時の1974年、夏の広島県大会で、エースとしてチームを決勝まで導く活躍を見せた。川島日出雄（太平洋）のいた盈進高校との決勝戦では奮投したが、7回裏に勝ち越し点を許して1対3で惜敗し、高校3年間で甲子園に出場することはなかった。
1974年のドラフト会議で広島東洋カープから2位指名され、入団。同期には高橋慶彦がいた。大石清投手コーチのアドバイスで、当時の巨人のエース・小林繁のフォームを参考にして右足と左足が交差する瞬間に投球モーションを停止させることで相手打者のタイミングを外しにかかり、しなやかな上体と長いリーチをフルに生かした変則フォームへ改造すると、サイドスローからくり出す速球とカーブ、スライダー、シュート、シンカーを武器に、主にリリーフとして活躍した。
1978年オフ、金田留広・渡辺秀武との交換トレードで、平田英之・劔持節雄とともにロッテオリオンズへ移籍。オリオンズでもカープ時代と同様、リリーフとして起用された。1983年オフに現役引退。
引退後は運輸会社に勤め、2019年に退職するまで管理職を務めた。
1979年5月12日、オリオンズは後楽園球場での日本ハムファイターズとの試合で「1試合7与死球」という不名誉なプロ野球記録を樹ち立ててしまったが、望月はこの試合で3番手投手としてマウンドに上がり、1イニングで3連続死球を記録した。これは日本プロ野球タイ記録であり、3連続死球に限定すると望月の後には2014年に田島慎二（中日）が記録するまで35年間記録されなかった。

## エピソード
ロッテ時代のチームメイトだった愛甲猛は、試合中に初めて望月の真横の席に座った際に「おい愛甲、両掌をくっつけたあと開いてみ」と望月に言われ、「この人、いきなり何言ってるんだ？」と疑問に思いながらもその通りにしたら、両掌に望月が噛んでいたガムを吐き捨てられたと、高橋のYouTubeチャンネルにゲスト出演した愛甲が語っている。
また広島時代の高橋は、「俺と同い年のアイツ（望月）と土居（正史）はそういうイタズラをしょっちゅうやってたし、俺とはまた違ったヤンチャさがあったね。ここ（YouTubeチャンネル）では話せないヤバいエピソードもたくさんある」と語っている。

## 詳細情報

### 年度別投手成績
| 年 度     | 球 団     | 登 板 | 先 発 | 完 投 | 完 封 | 無 四 球 | 勝 利 | 敗 戦 | セ 丨 ブ | ホ 丨 ル ド | 勝 率 | 打 者 | 投 球 回 | 被 安 打 | 被 本 塁 打 | 与 四 球 | 敬 遠 | 与 死 球 | 奪 三 振 | 暴 投 | ボ 丨 ク | 失 点 | 自 責 点 | 防 御 率 | W H I P |
| --------- | --------- | ----- | ----- | ----- | ----- | -------- | ----- | ----- | -------- | ----------- | ----- | ----- | -------- | -------- | ----------- | -------- | ----- | -------- | -------- | ----- | -------- | ----- | -------- | -------- | ------- |
| 1977      | 広島      | 32    | 4     | 0     | 0     | 0        | 2     | 6     | 0        | --          | .250  | 266   | 64.0     | 59       | 7           | 22       | 0     | 1        | 23       | 3     | 0        | 35    | 28       | 3.94     | 1.27    |
| 1978      | 広島      | 14    | 0     | 0     | 0     | 0        | 0     | 0     | 0        | --          | ----  | 55    | 10.1     | 18       | 2           | 5        | 0     | 1        | 4        | 0     | 0        | 10    | 10       | 9.00     | 2.23    |
| 1979      | ロッテ    | 27    | 2     | 0     | 0     | 0        | 1     | 1     | 1        | --          | .500  | 254   | 56.2     | 68       | 10          | 15       | 0     | 9        | 19       | 0     | 1        | 36    | 36       | 5.68     | 1.46    |
| 1980      | ロッテ    | 3     | 1     | 0     | 0     | 0        | 0     | 1     | 0        | --          | .000  | 34    | 6.0      | 10       | 1           | 3        | 0     | 3        | 1        | 0     | 0        | 9     | 9        | 13.50    | 2.17    |
| 1981      | ロッテ    | 22    | 2     | 0     | 0     | 0        | 1     | 1     | 0        | --          | .500  | 258   | 61.2     | 63       | 6           | 19       | 0     | 3        | 21       | 2     | 0        | 33    | 26       | 3.77     | 1.33    |
| 1982      | ロッテ    | 7     | 2     | 0     | 0     | 0        | 2     | 0     | 0        | --          | 1.000 | 117   | 27.0     | 27       | 2           | 12       | 0     | 5        | 4        | 0     | 0        | 13    | 7        | 2.33     | 1.44    |
| 1983      | ロッテ    | 8     | 1     | 0     | 0     | 0        | 0     | 1     | 0        | --          | .000  | 63    | 10.1     | 26       | 2           | 8        | 0     | 1        | 2        | 0     | 0        | 17    | 17       | 14.81    | 3.29    |
| 通算：7年 | 通算：7年 | 113   | 12    | 0     | 0     | 0        | 6     | 10    | 1        | --          | .375  | 1047  | 236.0    | 271      | 30          | 84       | 0     | 23       | 74       | 5     | 1        | 153   | 133      | 5.07     | 1.50    |

### 記録
- 1イニング3与死球：1979年5月12日、対日本ハムファイターズ戦の初回、NPB記録、史上2人目 [2]
- 3打者連続与死球：同上、NPB記録、史上初[5]

### 背番号
- 39 （1975年 - 1978年）
- 16 （1979年 - 1983年）